# Dendropsophus minimus
Dendropsophus minimus és una espècie de granota que viu al Brasil.